# Poliedro di Császár
In geometria solida il poliedro di Császár è un poliedro con 7 vertici, 21 spigoli e 14 facce triangolari.
Il poliedro deve il proprio nome al matematico ungherese Ákos Császár, che lo ha introdotto.

## Proprietà
Il poliedro di Császár è un poliedro privo di diagonali, in cui cioè ogni coppia di vertici è collegata da uno spigolo; un altro poliedro con questa caratteristica è il tetraedro. 
I v vertici e gli s spigoli di un poliedro privo di diagonali identificano un grafo completo e sono legati dalla relazione {\displaystyle \ \!v(v-1)=2s}.
La superficie del poliedro di Császár è topologicamente equivalente a quella di un toro. Sulla superficie del toro è perciò possibile realizzare un grafo completo con 7 vertici.
Il poliedro duale del poliedro di Császár è il poliedro di Szilassi.